# Ragadozók (film, 2010)
A Ragadozók (eredeti cím: Predators) 2010-es amerikai sci-fi akciófilm Antal Nimród rendezésében. Története egy csapat embert követ nyomon, akik az 1987-es Ragadozóban megismert idegen fajjal, a predatorokkal találják szemben magukat egy ismeretlen bolygón. A főbb szerepekben Adrien Brody, Topher Grace, Alice Braga, Danny Trejo és Laurence Fishburne láthatók. Robert Rodríguez producer elmondása szerint a produkció címe az Alien-sorozat második darabjának mintájára született. (Az „Alien 2. - A bolygó neve: Halál” eredeti címe az első résznek a többes száma, „Aliens”).

## Történet
Egy Royce nevű zsoldost elrabolnak a Predator néven ismert földönkívüli lények. Egy vadrezervátumként funkcionáló idegen bolygón eresztik szabadjára, hét másik emberrel együtt. Mindannyian hidegvérű gyilkosok: katonák, zsoldosok, elítéltek. Royce kénytelenül is a csapat vezetője lesz, mikor ráébrednek: azért hozták őket erre a helyre, hogy a Predatorok egy új fajtájának elejtendő vadjai legyenek. Mialatt a túlélésért küzdenek, összeakadnak egy Noland nevű légi hadosztályos katonával, aki évekkel ezelőtt került a bolygóra hasonló célból, ám sikerült életben maradnia. A férfi felfedi előttük, hogy a Predatorok már hosszú évek óta hurcolják ide és vadásszák az embereket.

## Szereplők
- Adrien Brody mint Royce (magyar hangja Viczián Ottó): Az amerikai hadsereg katonájából lett zsoldos.[4] Brody több mint 11 kilogramm izomra tett szert felkészülésképpen szerepére, s érdeklődését fejezte ki az esetleges folytatásokban való részvétel iránt.[5]
- Topher Grace mint Edwin (magyar hangja Hevér Gábor): Egy becsületét vesztett orvos, aki súlyos titkot őriz.[6]
- Alice Braga mint Isabelle (magyar hangja Pálfi Kata): Az izraeli hadsereg mesterlövésze.[7] Nem ismeretlenek számára a Predatorok: hallott jelentéseket az 1987-es dél-amerikai eseményekről.[8]
- Walton Goggins mint Stans (magyar hangja Takátsy Péter): Hírhedt és veszedelmes halálraítélt a San Quentin-i állami fegyházból.
- Oleg Taktarov mint Nyikolaj (magyar hangja: Zöld Csaba): A második csecsen háború alatt szolgált orosz légi kommandós.[9]
- Laurence Fishburne mint Noland (magyar hangja: Gáti Oszkár): A Predatorok bolygóján egyedül maradt amerikai, aki a haditengerészet speciális alakulatánál szolgált.
- Danny Trejo mint Cuchillo (magyar hangja: Varga Tamás): A mexikói drogkartell legkönyörtelenebb behajtója.[10]
- Louis Ozawa Changchien mint Hanzo (magyar hangja: Crespo Rodrigo): A jakuza bérgyilkosa.
- Mahershala Ali mint Mombasa (magyar hangja: Galambos Péter): A Sierra Leone-i Forradalmi Egység Front halálosztagának korábbi tisztje.

## Háttér
A film producere Robert Rodríguez, a végső forgatókönyvet pedig Alex Litvak és Michael Finch írta. 1994-ben Rodriguez maga is írt egy korai szkriptet a filmhez a 20th Century Foxnak, mialatt a Desperadón dolgozott. A stúdió azonban visszautasította, mivel a költségvetés túl nagynak bizonyult volna. 15 évvel később úgy döntöttek, mégis készülhet belőle film.

„A történet megegyezik azzal, amit akkor írtam. Felkértek, hogy írjak egy Predator-sztorit, mialatt arra vártam, hogy nekifoghassak a Desperadónak 1995-ben. Eszement volt ez a dolog, amivel előálltam. Most tekerjünk a jelenbe, úgy fél évvel ezelőtt rábukkantak a szkriptre és felhívtak. »Hé, új életre akarjuk hívni ezt a franchise-t és megtaláltuk a régi írásodat. Éppen ebbe az irányba szeretnénk vinni a sorozatot! Legyen ebből valami.« Szóval most eszerint csináljuk.”

2009-ben Alex Young stúdiófőnök behívta Rodriguezt, hogy átgondolják, miként használhatnák régi elképzelését a különálló Predator franchise felélesztéséhez. A film Rodriguez saját cégénél, a Troublemake Studios-nál készült, így a producer nagyobb kreatív befolyást élvezhetett. Eredetileg a rendezői posztot is neki szánták, ám 2009. június 12-én az az értesülés kelt szárnyra, hogy a brit Neil Marshall kapja ezen feladatot, július 1-jén azonban Antal Nimród szerződött le végül. Rodriguez és Antal kifejezésre juttatta, hogy az új filmet csak az 1987-es eredeti és az azt követő 1990-es második rész folytatásaként képzelik el, lehetőség szerint elhatárolódva az Alien vs. Predator-filmektől. Antal elmondta, e döntés azért született, mert a produkció hangvételében az eredeti Ragadozóhoz áll közel, az AvP-filmek pedig túlzottan karikatúraszerűvé tették a Predatorokat.
A filmben akadnak finom utalások az első két Predator-film felé. A forgatókönyv tartalmazott egy cameót Arnold Schwarzenegger számára mint Dutch az első részből, azonban végül a színészből lett kormányzó nem vett részt a produkcióban. Danny Glover szintén megerősítette, hogy nem tér vissza Ragadozó 2.-beli szerepében.

### A szereposztás
Az MTV-nek adott interjújában Robert Rodríguez kifejtette, a legfontosabb dolog, amire a Predator-franchise-nak szüksége van, az „remek szereplők, akikkel kapcsolatban a közönség úgy érzi, velük tart útjukon.” Azt is elárulta, a címben a többes szám dupla jelentéssel bír, mivel az idegen lények mellett a velük szembeszálló maroknyi emberre is utal, akik ha úgy hozza a sors, akár egymást is megölnék, ha a Predatorok nem lennének. Rodriguez és Antal azt akarta, hogy minden emberszereplőről érződjön, hogy egy saját, külön történetben is megállná a helyét. Információk a szereposztásról csak néhány héttel a forgatás megkezdése előtt láttak napvilágot. Adrien Brody kiemelt szerepben tűnik fel, mint a zsoldos, aki akaratán kívül is a csapat vezetője lesz. 2009. november 30-án, egy a A szállítmány című filmje kapcsán adott interjúban Antal a következőképpen vette védelmébe e választást: „Kihívást jelentett megtalálni az egyensúlyt. Azt gondoltam, ha Adrient választjuk, sok ember reakciója az lesz: »Hogy mi?«, ám ugyanakkor, ha egy Vin Dieselt szerződtetünk, vagy bárkit, aki arnoldos, akkor azért támadnának minket. Így hát már az elején úgy döntöttünk, eltérő irányba indulunk a szereposztást illetően, de nagyszerűen sült el a dolog.” A rendező arra is rámutatott, hogy az átlagos katonák szívós kemény fickók, s nem olyan termetesek, mint Arnold.
2009. december 18-án nyilvánosságra hozták, hogy Laurence Fishburne is csatlakozott a színészgárdához. 2010. január 13-án egy Louis Ozawa Changchiennel készült interjúból derültek ki részletek a Noland nevű szereplőről, aki tíz évet élt túl az idegen bolygón bujkálva: „Nagyon érdekes szerep, eléggé eltér Morpheustól (…) kicsit homályos, őrült, egymaga élte csak túl, amolyan haragvó jellem. Nem tudtam semmit róla, így mind elmentünk a próbákra. Egészen meglepő volt.” Changchien, aki Hanzót játssza a filmben, a saját szerepét így írta körül: „Szerintem egy olyan fickó volt, aki bárkit meg tudott ölni lelkiismeret-furdalás nélkül, de mire megérkezik a vadásztáborba, már nem olyan ember…Ez így nincs kifejtve a forgatókönyvben, de megérted, ha megnézed a filmet.”

### A forgatás
A filmet 2D-ben vették fel, HD kamerával, 53 nap alatt. A forgatás 2009. szeptember 28-án vette kezdetét. A külső helyszíni felvételek javarészt Hawaii-on, Kolekolén készültek. Ezen a helyszínen 22 nap után, 2009. november 1-jén végzett a stáb. További munkálatok folytak a texasi Comal Countyban, a Canyon Lake-i kanyonnál. A belső, díszleteket igénylő jeleneteket Robert Rodríguez austini stúdiójában rögzítették. Hogy igénybe vehessék a helyi adókedvezményeket, a film 60%-át Texasban vették fel.
2010. január 15-én a Mombasát alakító Mahershalalhashbaz Ali közölte egy interjúban, hogy a Ragadozók forgatása befejeződött. „Elképesztő volt. Csodás élmény. Hawaii trópusi esőerdeiben trappoltunk a sárban, miközben egész nap zuhogott, s aztán Austinban, Texasban fejeztük be. Komolyan hiszem, hogy ez a film jó lesz. Összevágtak egy előzetest, mikor még dolgoztunk, s remeknek tűnt. Nagyszerű a szereplőgárda, hasonló akcióelemekkel és sci-fi elemekkel megtámogatva, s Robert Rodríguez részvételével szerintem egy új szintre emelkedik a dolog.”

### A Predatorok megjelenése
Howard Berger és Greg Nicotero, azaz a KNB EFX kapta meg a Predatorok kivitelezésének feladatát. Berger, aki együtt dolgozott Stan Winstonnal az eredeti Predator megalkotásán, elmondta, hogy a stúdió az eredeti Winston-terveket hívta elő: „Olyannak akartuk a Predator kinézetét, mint az eredeti filmben. Visszamentünk a kezdetekhez…mindenki roppant boldog lesz, hogy ennyire hűek vagyunk a Stan Winston-tervekhez.” Mindemellett a filmben több új lény is szerephez jut: egy újfajta Predator, ami egy másik Predator-törzshöz tartozik, földönkívüli teremtmények, amiket a Predatorok háziasítottak vadászat céljából, s egyebek, melyeket a bolygójukra hoztak, hogy vadászhassanak rájuk.

### A filmzene
A film munkálatainak megkezdésétől fogva szóltak spekulációk arról, hogy az eredeti Ragadozó zeneszerzője, Alan Silvestri komponálja a Ragadozók score-ját, azonban 2010. február 26-án bejelentették, hogy a Rodriguezzel korábban már több filmen is együtt dolgozó John Debney látja el ezen feladatot. Debney megtiszteltetésnek vette, hogy részese lehet a Predator-franchise-nak. „Mikor először hallottam, hogy Robert Rodríguez és a Fox stúdió re-bootot tervez az egyik kedvenc filmemnek, a Ragadozónak, nagyon megörültem. Mivel négy filmen dolgoztam együtt Roberttel korábban, tudtam, ha valaki a megfelelő módon tud egy ilyen remake-kel bánni, az Robert. Mikor megtudtam, hogy Antal Nimród rendezi, duplán örültem, s tudtam, részese kell, hogy legyek ennek.” Debney számos hangot és hangszert használt fel, köztük tibeti kürtöt kiáltások és sikolyok megalkotásához, továbbá a fémeken karcolással előidézett hangot és népi ütősöket azon céllal, hogy kiemelje a fejlett, mégis kegyetlenül primitív Predatorokat és világukat.
2010. március 22-én egy Antallal közös interjújában Rodriguez megosztotta gondolatait azzal kapcsolatban, hogy a zenének hogyan kellene hozzájárulnia a filmhez: „Szerintem olyasvalamit keresünk, ami jól passzol a film hangulatához. Az eredeti filmzene remekül illett hozzá, a hangjegyek és a zene bizonyos minőséget idéznek – tudják, mikor (Debney) mutatott egy első verziót a saját munkájából, vagy pár jelenetet, időnként, a megfelelő pillanatban meghallottam részleteket az eredeti score-ból – mivel a miénk még csak átmeneti volt, de működött…szóval valószínűleg beépítjük végül egy részét így. A megfelelő időben, mert nem szabad túlhasználni. De olyan, mint a James Bond főtéma – nem lehet állandóan azt használni, viszont ha rá kerül a sor, a közönség nagyon be tud lelkesedni.”

## Marketing
2010. március 3-án jelentették be, hogy Robert Rodríguez és Antal Nimród az első betekintést a Ragadozókba az SXSW Film Fesztiválon tartja a texasi Austinban, március 12-én 22 óra 15 perces kezdettel. Rodriguez izgalmának adott hangot az eseménnyel kapcsolatban: „A rendezőm, Antal Nimród és én nagyon izgulunk, hogy a Ragadozókba való első betekintést az austini SXSW Filmfesztiválon tartjuk, egy olyan eseményen, ami alapvetővé vált a filmkészítés színterén. Austin az otthonom, s büszkeséggel tölt el, hogy a Ragadozók ötlete itt fogant és itt is forgattuk le.” A rendezvény napján került fel a film hivatalos weboldalára több, a kulisszák mögé kalauzoló videó. Az első előzetes 2010. március 18-án jelent meg.

### Képregény
A film bemutatójához kapcsolódóan, július 9-én jelent meg egy négyrészes Ragadozók-képregény a Dark Horse Comics-tól. Ez a film előzményeként, adaptációjaként és folytatásaként is szolgál egyben, s kiterjedtebb háttértörténetet biztosít Royce-nak és Isabelle-nek a filmhez képest. Az egyik kiadvány Navy SEAL-eket követ nyomon, akik új és halálos környezetben ébrednek, s egy különös ellenséggel találják szemben magukat. A láthatatlan fenyegetés egyenként végez a speciális osztagosokkal, míg a végén csak egy marad.

### Videójáték
A letölthető játékokat közvetítő Chillingo licencszerződést kötött a Fox Digital Entertainmenttel a hivatalos Ragadozók videójáték megjelentetéséről iPhone-ra, iPod touch-ra és iPadra az Apple App Store-ján keresztül. A játékot a független Angry Mob Games fejlesztette, s a film premierjével egy időben jelent meg.

### Játékfigurák
A NECA 2010. június 9-én hozta forgalomba a Classic Predator, a Falconer Predator és a Berzerker Predator akciófigurákat.

## Bemutató
A Ragadozókat a világ számos országában egyszerre, a 2010. július 9-i hétvégén mutatták be. Kezdetben a magyar premierre is ezen időpontban (július 8-án) lehetett számítani, azonban az InterCom a 20th Century Fox nyomására egy későbbi alkalomra halasztotta. Mivel a forgalmazónak ekkorra már zsúfolt júliusi–augusztusi naptára volt, az új startot augusztus 19-re jelölték ki. A külföldi partner a 2010-es labdarúgó-világbajnoksággal indokolta döntését, mondván, az népszerűsége révén hátrányosan befolyásolná a film nézettségét. Igaz, ekkora már csupán a bronzmérkőzés és a döntő volt hátra, s a számos, a labdarúgásban jóval érdekeltebb piacon, így Németországban vagy Angliában nem változtattak a premieren. A magyar bemutató végül csupán a dél-koreait, a portugált, a törököt és a görögöt előzte meg.

## Fogadtatás

### Kritikai visszhang
A film kritikai fogadtatása megosztott, de nagyobb részt kedvező vélemények születtek. A Rotten Tomatoes-on összegyűjtött több mint 170 írás 64%-a szól pozitív hangvétellel a Ragadozókról. A weboldal végső összegzése szerint „Gyenge színvonalú folytatások sorozata után ez a véres, akciódús reboot visszatér a Predator-franchise tesztoszterontól fűtött gyökereihez.” A normalizált átlaggal dolgozó Metacritic weboldalon közel 30 kritikus véleménye alapján alakították ki az 50-es pontszámot a lehetséges 100-ból, ami „vegyes vagy átlagos kritikákat” jelent.
A jó és rossz véleményen állók között éles megosztottság tapasztalható. A dicsérő újságíróknál gyakran visszatérő pont, hogy az eredeti, 1987-es film szintjét ha nem is képes megütni, de mindenképpen ahhoz áll közelebb az összes Predator-film közül az új. Így vélekedik Lou Lumenick a New York Postban: „23 év és három kísérlet után a Ragadozókkal végre egy tisztességes folytatás érkezett az Arnold Schwarzenegger-féle B-film-klasszikushoz.” A rajongókat többen is biztatólag szólították meg: „A Predator-hívőknek nincs oka a félelemre: Ez egy érdemes folytatás” – írja Tirdad Derakhshani a Philadelphia Inquirerben, s egészen hasonló James Berardinelli álláspontja is: „Az újabb nagy csalódástól rettegő Predator-rajongók megnyugodhatnak. Noha ez nem egy nagy dolog, ez a második legjobb film azok közül, amelyek címében a »Predator« szó szerepel” – jelent meg a ReelViews honlapján. A kedvezően értékelők közé tartozik a Washington Post is. Michael O'Sullivan szerint „A Ragadozók jó, bár véres B-filmes szórakozás. Csavarint a nyári szörnyfilmek hagyományain, még ha körül is járja őket.” Szórakoztató mivoltára az utalás megjelenik más kritikákban is. „Szórakoztatóan mutatja be, hogy időnként valóban az ember a legveszélyesebb vad” – olvasható a Globe and Mailben Jennie Punter cikkében. A Denver Post munkatársa, Lisa Kennedy konszenzusa szerint a film „Stílusos, szikár és nos, ismerős darab.”
Az ellentétes álláspontot képviselők között akadt, aki az egyenetlen színvonalat rótta fel. „Az oly ígéretes és fondorlatos kezdet kiszámítható macska-egér játékká fejlődik vissza. Az érdeklődés alábbhagy, miután a felvezetett ígéretek sosem valósulnak meg, a sztorin tátongó lyukak pedig nagyobbak, mint a szörnyűséges csonkítások” – vélekedik Claudia Puig a USA Todayben. „A párbeszédek a sárnál is ostobábbak, a cselekmény félúton szétmorzsolódik, ám a film megteszi, amit egy nyári mozinak kell, vagyis hangosan és nagyot durran” – hajlik a kompromisszum felé a Chicago Reader újságírója, Cliff Doerksen. Stephen Holden a The New York Times-ban végképp elutasította a filmet: „Tűz, vér, sár és robbanások kaotikus egyvelege, ami olyannyira nélkülözi a fenyegetést és a feszültséget, hogy minden erre vonatkozó hasonlat vitatható volna.” Osztotta e véleményt Christopher Kelly is a Dallas Morning News képviseletében: „A Ragadozók többnyire csak egy csapat felnőtt férfi játszadozása gyerekjátékokkal, akik nem foglalkoznak azzal, hogy minket is meghívjanak köreikbe.”

### Box office
A Ragadozókat 2010. július 9-én mutatták be Észak-Amerikában, 2669 filmszínházban. A premier hétvégéjén a toplista harmadik helyére lépett be, 24,8 millió dollárral, ami a Predator-franchise második legjobb nyitánya az Alien vs. Predator mögött, s a Box Office Mojo weboldal rámutatott, hogy nagyjából megegyező nézettséget takar az eredeti Ragadozóéval, aminek teljesítménye ugyanakkor nagyobb hatású volt a maga idejében. A következő hétvégén a film igen magasnak számító 72%-ot veszített erejéből, így tíz nap után 40 millió dolláron állt bevétele. A harmadik körben ugyancsak jelentős mértékben, 55,5%-ot csökkent iránta az érdeklődés, ám ezen pontig kerekedett közel 47 millió dolláros eredményével már maga mögött tudta az Aliens vs. Predatort és a Ragadozó 2.-t. A negyedik hétvégén a film kiesett a top 10-ből; bevétele már alig haladta meg az egymillió dollárt, s a vetítő mozik számát is 1000 alá csökkentette a forgalmazó. Augusztus első hétvégéjét már 50 millió dollár felett kezdte meg a Ragadozók, amit jelentősen már nem haladott meg a továbbiakban, tehát nyitányát nagyjából megduplázni tudta.
22 országban mutatták be a filmet az amerikai premierrel egy időben, s 17,3 millió dollárnak megfelelő összegre tett szert; ebből 3,3 millió dollár származott az Egyesült Királyságból, ahol szintén harmadik helyezettként kezdett. A következő hétvégén már 31 piacon futott a film, 11,2 millió dolláros bevétel mellett; a francia premier 2 millió dollár értékű eurót hozott. Újabb egy hét elteltével 3 ország csatlakozott, a bevétel ellenben 5,7 millióra csökkent – a nemzetközi összbevétel 48 millió dolláron, az észak-amerikaival megegyező szinten állt. Július legvégén a film 2,85 millió dolláros hétvégét jegyzett, 43 piacról, nemzetközi összbevételét 54 millióra, világszintű eredményét pedig 100 millió fölé emelve. Egy héttel később 3 millió dollár értékben váltottak jegyet a filmre Észak-Amerikán kívül, így 48 országból összesen 59,2 millió dollárt termelt augusztus 8-ával bezárólag, egy héttel később pedig 62 millió közelébe férkőzött. Nemzetközileg végül közel 75 millió dollárnak megfelelő bevételt regisztrált, így világviszonylatban 126 millióval végzett.
Magyarországon a Ragadozók megszerezte a vezető pozíciót premierje hétvégéjén. A 30,5 millió forintos nyitányhoz 25 és félezer néző segítette hozzá a filmet, ami számottevően jobb eredmény, mint az InterCom másik két augusztusi akciófilmje, A szupercsapat és a Salt ügynök teljesítménye. Egy héttel később, augusztus utolsó hétvégéjén a film a harmadik helyre csúszott vissza, bevételét 60 millió forint fölé növelve. Októberben a Ragadozók elérte a 100 millió forintos bevételt, egyúttal a 100 ezer fős nézettséget.

## Folytatás
Antal Nimród nyilatkozott a folytatással kapcsolatban, s elmondása szerint szívesen csinálna egyet. Robert Rodríguez és közte már szóba került egy lehetséges sequel. Rodriguez is érdeklődését fejezte ki a dologgal kapcsolatban, mivel szerinte a Predatorok bolygójában számos lehetőség rejlik. „Annyi a remek ötlet…Már az is jó film lenne, ha a Laurence Fishburne által játszott szereplőt követjük nyomon egy előzményben. Már azokat a sztorikat is, amiket ebben a filmben mesél, látni akarom valójukban… Ezért nem ragaszkodtam az eredeti forgatókönyvemhez, mivel ha előállsz a Predator-bolygóval, amit a Predatorok vadászmezőnek használnak és az emberek valahogy odakeverednek, annyi történetet találhatsz ki, hogy a megközelítési lehetőség is sok lesz. Szóval már van több elképzelésünk is egy folytatáshoz. Mind jónak tűnik, de valószínűleg egyberakjuk őket, s meglátjuk, melyik emelkedik ki végül, már ha csinálunk egy újabb filmet.”